# Глинский, Винсент
Винсент Глинский (англ. Vincent Glinsky; 18 декабря 1895 — 19 марта 1975) — американский скульптор и живописец российского происхождения.

## Биография
Винсент Глинский родился 18 декабря 1895 года в Российской империи и эмигрировал в США перед началом Первой мировой войны, поселившись со своей семьей в г. Сиракьюс, штат Нью-Йорк. В 1916 году он переехал в г. Нью-Йорк, поступив на первый в истории курс Института дизайна Бозар (англ. Beaux Arts Institute of Design), где позднее преподавал (1931-32; 1940-41). В течение 1925-26 гг. Глинский учился в Школе архитектуры (англ. School of Architecture) Колумбийского университета.
Глинский заинтересовался архитектурной скульптурой, работая с Альбертом Каном («архитектором Детройта»), над проектом небоскрёба Мэккабиз-билдинг (англ. Maccabees Building; 1927) и др. Глинский спроектировал рельефы в подъездах, бронзовые двери лифта и почтовые ящики для нью-йоркского Фред-Ф.-Френч-билдинг (1927; внесено в Национальный реестр исторических мест в 2004 году).
В 1927 году Глинский примерно на два года переехал в Европу, сначала поселившись в Риме. Позже он переехал в Париж, где был членом группы художников L’Ecole de Paris, в которую входили такие скульпторы, как Александр Колдер, Альберто Джакометти, и Жак Липшиц, художники Пикассо, Дюфи и Руо и др. В феврале 1929 года в Париже прошла персональная выставка работ Глинского в Galerie Zak, за которой последовали две групповые выставки (в Galerie Zak в 1929 году и в Le Salon des Tuileries в 1930 году). В 1932 году он участвовал в выставке парижских американских художников («Artistes Americains de Paris») в Galerie de la Renaissance.
По возвращении в Нью-Йорк Глинский начал широко выставляться. За персональной выставкой в The Fifty-Sixth St. Galleries последовало участие в групповых выставках в Музее современного искусства, Бруклинском музее, Пенсильванской академии изящных искусств, Архитектурной лиге Нью-Йорка, Чикагском институте искусств, Национальной галерее искусства, Музее американского искусства Уитни и др.
В 1935 году он получил стипендию Гуггенхайма, а в следующем году Пенсильванская академия изящных искусств вручила ему Золотую медаль Вайднера (англ. Widener Gold Medal) за работу «Пробуждение» (англ. The Awakening). Будучи участником Федерального художественного проекта (один из проектов «Нового курса» Ф. Д. Рузвельта, призванный обеспечить государственными заказами людей искусства), Глинский представлял скульптурные демонстрации на Всемирной ярмарке в 1939 году в Нью-Йорке, а также выиграл конкурсы проекта «Сокровищница художественного искусства» (англ. reasury Relief Art Project) и Отдела живописи и скульптуры по созданию барельефов для отделений Почтовой службы США в Хадсоне, штат Нью-Йорк; Уиртоне, штат Западная Вирджиния; Юнион-Сити и Ойл-Сити (штат Пенсильвания).
В 1937 году Глинский присоединился к 56 коллегам в качестве сооснователя Гильдии скульпторов (англ. Sculptors Guild) в Нью-Йорке. Гильдия скульпторов была задумана как правозащитная и профессиональная организация, содействующая развитию скульптурного искусства. В 1938 году на выставке, посвщенной ее открытию, были представлены работы Глинского, Пола Мэншипа, Хаима Гросса, Хосе де Крифта, Оронцио Мальдарелли, Уильяма Зораха и 40 других художников. С 1955 по 1960 годы Глинский был исполнительным секретарем Гильдии и оставался активным членом организации до самой смерти. В течение многих лет он принимал участие в других художественных организациях, в том числе был вице-президентом Архитектурной лиги Нью-Йорка (1956-58), членом Национального общества скульпторов, академиком Национальной академии дизайна (с 1969) и членом Одюбоновского общества художников.
Во время Второй мировой войны Глинский служил чертежником в Бруклинской военно-морской верфи (1943-46). В 1945 году он получил премию Американской академии искусств и литературы и Национального института искусств и литературы, а в 1948 году Пенсильванская академия изящных искусств вручила ему Мемориальную премию Герберта М. Хоу. В 1949 году он был одним из 250 скульпторов, которые выставлялись на 3-й Международной выставке скульптур (англ. 3rd Sculpture International) в Филадельфийском художественном музее. В то же время Глинский преподавал в Бруклинском колледже (1949-55), Колумбийском (1957-62) и Нью-Йоркском (1950-75) университетах.
Среди более поздних заказов скульптора:
- серия скульптурных панно по истории медицины для Национальных институтов здравоохранения в Бетесде, штат Мэриленд (которые были посмертно расширены для показа в фойе);
- бюст пионера авиации Уилбура Райта для Зала славы великих американцев Нью-Йоркского университета (англ. Hall of Fame for Great Americans);
- бронзовая голова Элеоноры Рузвельт, ставшая частью постоянного собрания работ в Министерстве труда США;
- Скульптура «Воды жизни» (англ. The Waters of Life) для Мемориальной башни Всех Верующих (англ. All Faiths' Memorial Tower).

Его последний заказ, поступивший от компании Tupperware, — гигантская печать из каррарского мрамора.
После смерти художника, наступившей 19 марта 1975 года, его ученики организовали Мемориальные лекции имени Винсента Глинского (англ. Vincent Glinsky Memorial Lecture), ежегодное мероприятие в Нью-Йоркском университете. Они проходили в течение 12 лет, начиная с 1982 года; с лекциями выступали известные искусствоведы, критики и художники. Первая лекция была прочитана куратором Музея современного искусства Кирком Варнедо. Коллеги Глинского также решили почтить его память: Гильдия скульпторов посвятила его памяти выставку Lever House (1976), а Одюбоновское общество художников учредило в его честь ежегодную награду.
Архивы Винсента Глинского хранятся в Сиракузском университете и в архивах американского искусства Смитсоновского института.
Глинский был женат на американском скульпторе Клео Хартвиг (1907—1988). Его сын — композитор и литератор Альберт Глинский (р. 1952).

## Работы

### Избранные выставки
- Архитектурная Лига: 1926; 1932; 1944; 1946; 1954; 1955
- Музей Уитни: 1936; 1938; 1940; 1944; 1947
- Бруклинский музей: 1930; 1933; 1938
- Музей Метрополитен: 1942
- Музей современного искусства (MOMA) 1930
- Пенсильванская академия изящных искусств: 1931; 1936; 1939; 1945 (дважды); 1947 (дважды); 1948
- Чикагский институт искусств: 1930; 1931; 1932-33; 1936; 1938
- Национальная академия дизайна: 1947; 1948; 1950
- Одюбоновское общество художников: 1945; 1946 (дважды); 1947; 1948; 1960; 1961
- Galerie Zak: 1929 (дважды: персональная и групповая)
- Les Salon des Tuileries: 1930
- Galerie de la Renaissance: 1932
- Национальное общество скульпторов: 1932; 1940; 1948; 1950; 1952; 1974; 1975
- Художественный музей Филадельфии: 1940; 1949 (3rd Sculpture International);
- Гильдия скульпторов: 1938; 1939;
- Персональные выставки: Galerie Zak, 1929; Fifty-Sixth Street Galleries, 1930; Wellons Gallery, 1957; Sculpture Center, 1975

### Проекты архитектурной скульптуры
- 1923-24 — Ford Motor Company, Детройт, штат Мичиган; Декоративные элементы замкового камня; совместно с архитектором Альбертом Каном
- 1924 — Головы, испанский мотив, скульптурные украшения в отеле Coney Island («Half Moon Hotel»)
- 1925 — Мэккабиз-билдинг, Детройт: две модели карнизов, внутренние скульптурные украшения для бронзовых дверей и декор; модель шестифутового американского орла; совместно с А. Каном
- 1925 — Эл-Эй-бэнк-билдинг (англ. LA Bank Building), Новый Орлеан, штат Луизиана. 12 бронзовых дверей в здании банка, декоративные скульптурные панно.
- 1927 — Фред-Ф.-Френч-билдинг, Нью-Йорк: рельефы в подъездах, бронзовые двери лифта, почтовый ящик в вестибюле (внесено в Национальный реестр исторических мест, 2004)
- 1950 — серия скульптурных панно по истории медицины для Национальных институтов здравоохранения, Бетесда, Мэриленд.

### Другие заказы. Награды
- 1930 — Университет Рутгерса (Женский колледж Нью-Джерси). Портрет Джеймса Нельсона.
- 1935 — Стипендия Джона Саймона Гуггенхайма: скульптурное творчество
- 1936 — Пенсильванская академия изящных искусств: Золотая медаль Джорджа Д. Вайднера
- 1938 — дизайн Экспедиционной медали ВМС США (англ. Navy Expeditionary Medal)
- 1938 — Почтовое отделение, Юнион-Сити, штат Пенсильвания: барельеф из красного дерева
- 1939 — Почтовое отделение, Уиртон, штат Западная Вирджиния: Барельеф из искусственного камня
- 1940 — Почтовое отделение, Хадсон, Нью-Йорк: Барельефные панели из искусственного камня
- 1941 — ВМС США: портретный бюст вице-адмирала Адольфа Эндрюса-младшего (в военно-морском историческом центре (англ. Naval Historical Center))
- 1945 — Американская академия искусств и литературы и Национальный институт искусств и литературы: грант
- 1947 — Брукгрин Гарденс, Южная Каролина: «Пробуждение» (англ. The Awakening) из теннессийского мрамора
- 1948 — Мемориальная премия Герберта М. Хоу, Пенсильванская академия изящных искусств
- 1948 — Золотой юбилей Нью-Йорка: награда за участие в Конкурсе соискателей
- 1951 — Нью-Йоркский совет по образованию (англ. New York Board of Education): мемориальная доска
- 1954 — Архитектурная лига Нью-Йорка: Национальная выставка золотых медалей
- 1955 — Shell Oil Company: скульптура наград за технику безопасности «Кэрол Лейн» (англ. Carol Lane Safety Award Sculpture)
- 1956 — Sun and Surf Beach Club, Атлантик-Бич, Нью-Йорк: рельефы на стенах, проволочный декор
- 1956 — Колледж Адельфи: Первая премия
- 1956 — Архитектурная лига Нью-Йорка: премия Генри О. Эйвери за малые формы скульптуры
- 1958 — Национальный клуб искусств (англ. National Arts Club): Почетная медаль
- 1960 — Колледж Сент-Полс, Вашингтон, округ Колумбия: Храм Девы Марии Лурдской (известняк, высота 8 футов, садовая скульптура)
- 1963 — Мемориальный парк Джорджа Вашингтона (англ. George Washington Memorial Park; ранее «Мемориальная башня Всех Верующих»), Парамес, штат Нью-Джерси: Рельефный фонтан из бронзовой стены «Воды жизни» (англ. The Waters of Life).
- 1967 — Одюбоновское общество художников: юбилейная серебряная медаль
- 1967 — Национальное общество скульпторов: Золотая медаль
- 1968 — Национальное мемориальное общество: монета-медаль имени Теодора Рузвельта
- 1968 — Национальное общество скульпторов: премия им. Персиваля Дича
- 1970 — Национальная академия дизайна: премия им. Эллина П. Шпейера
- 1972 — Национальное общество скульпторов: бронзовая медаль